# Dischidia imbricata
Dischidia imbricata là một loài thực vật có hoa trong họ La bố ma. Loài này được (Blume) Steud. mô tả khoa học đầu tiên năm 1840.